# Wildhorn
Le Wildhorn est un sommet des Alpes bernoises en Suisse. Culminant à 3 250 mètres d'altitude, il se trouve à la frontière entre les cantons de Berne et Valais.

## Géographie

### Situation

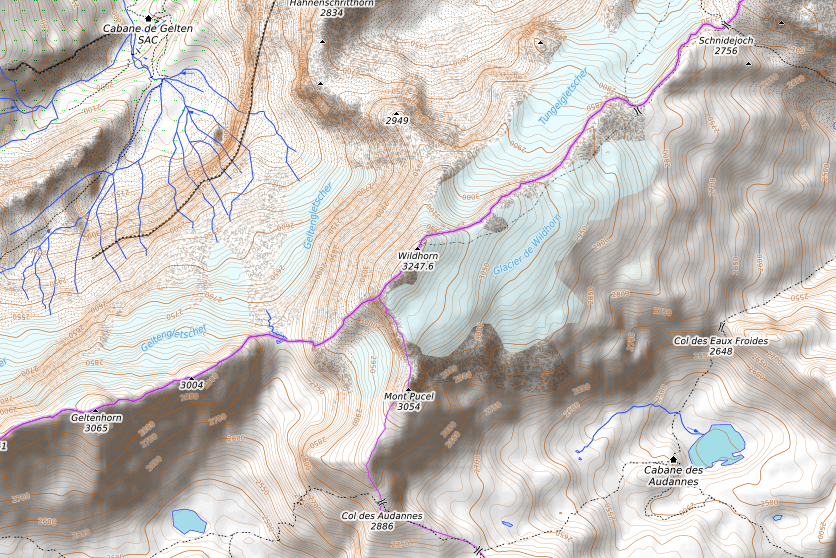
Carte topographique du Wildhorn.

À 3 250 mètres d'altitude, c'est le plus haut sommet des Alpes bernoises à l'ouest du col de la Gemmi. Il forme un grand massif glaciaire d'environ 10 km de large s'étendant entre le col du Sanetsch et le col de Rawil. Avec les Muverans, les Diablerets et le Wildstrubel, le Wildhorn est l'un des quatre chaînons montagneux distincts des Alpes bernoises qui se trouvent à l'ouest du col de Gemmi.
Le massif du Wildhorn est au centre entre les vallées de la Sarine, de la Simme (tous deux canton de Berne) et du Rhône (Valais). Il comprend plusieurs sommets distincts, dont (d'ouest en est) l'Arpelistock, le Sérac, le Geltenhorn, le Sex Noir, le Sex Rouge, le Schnidehorn et les Six des Eaux Froides. La crête principale se situe entre le Tungelgletscher, qui mesurait 1,9 km de longueur en 1973 sur la face nord-est, et le glacier du Wildhorn. Au sud du sommet principal se trouve le sommet presque aussi élevé du mont Pucel (3 177 m). Le Wildhorn est entouré de plusieurs grands lacs de montagne : le lac de Sénin, le Lauenensee, l'Iffigsee, le lac de Tseuzier et le lac des Audannes.
Le Wildhorn se trouve à mi-chemin entre Gstaad (14 km), Sion (14 km) et Lenk (13 km), son sommet se trouvant dans les communes de Lauenen, Savièse et Ayent. Les localités les plus proches sont Lauenen, Anzère (Ayent) et Gsteig bei Gstaad. Le point culminant du massif facilement accessible est la gare du Pas de Maimbré (2 362 m), reliée à Anzère par une télécabine.
Comme pour les autres montagnes sur la crête des Alpes bernoises, les pentes du Wildhorn connaissent différents types de climat selon leur emplacement : les pentes nord sont plus fraîches et plus humides tandis que les pentes sud sont plus sèches et plus chaudes. Les forêts se trouvent jusqu'à 1 800 mètres du côté nord et jusqu'à 2 100 mètres du côté sud. Les glaciers atteignent également des endroits nettement plus bas du côté nord. Les vignobles sont également très répandus du côté valaisan, surtout en dessous de 1 000 mètres, mais totalement absents du côté bernois, où les alpages dominent le paysage, comme dans de nombreuses autres régions de l'Oberland bernois.
La barrière montagneuse du Wildhorn fait également office de frontière linguistique, les habitants au nord-ouest (côté bernois) de ses pentes parlant allemand et au sud-est (côté valaisan) parlant français.

### Géologie
Le Wildhorn est une étroite arête taillée dans les calcaires crétacés durs de l'une des nappes de charriage helvétiques (nappe du Wildhorn).

## Ascension
L'ascension du Wildhorn implique soit des traversées de glaciers, soit des ascensions techniques. Le Club alpin suisse entretient le refuge Wildhornhütte (2 303 m) dans l'Iffigtal, au-dessus de l'Iffigsee, sur le versant nord de la montagne. L'ascension la plus facile (un tour de glacier) commence à partir de là. Autre refuge, la cabane des Audannes (2 505 m) est située à proximité du lac des Audannes côté sud. Des ascensions plus difficiles commencent depuis la Geltenhütte (2 759 m), au-dessus du col du Brochet. La première ascension a été faite par Gottlieb Samuel Studer en septembre 1843.